# Hunawihr
Hunawihr (Duits: Hunaweier) is een dorp en gemeente in het Franse departement Haut-Rhin (regio Grand Est) en telde op 1 januari 2022 549 inwoners. Hunawihr is lid van Les Plus Beaux Villages de France.

## Geschiedenis
De gemeente maakte deel uit van het kanton Ribeauvillé tot dit in 2014 werd opgeheven en de gemeenten werden opgenomen in het kanton Sainte-Marie-aux-Mines. in 2015 werd ook het arrondissement Ribeauvillé opgeheven en werden de gemeente opgenomen in het nieuwe arrondissement Colmar-Ribeauvillé.

## Geografie
De oppervlakte van Hunawihr bedroeg op 1 januari 2022 4,81 vierkante kilometer; de bevolkingsdichtheid was toen 114,1 inwoners per km².

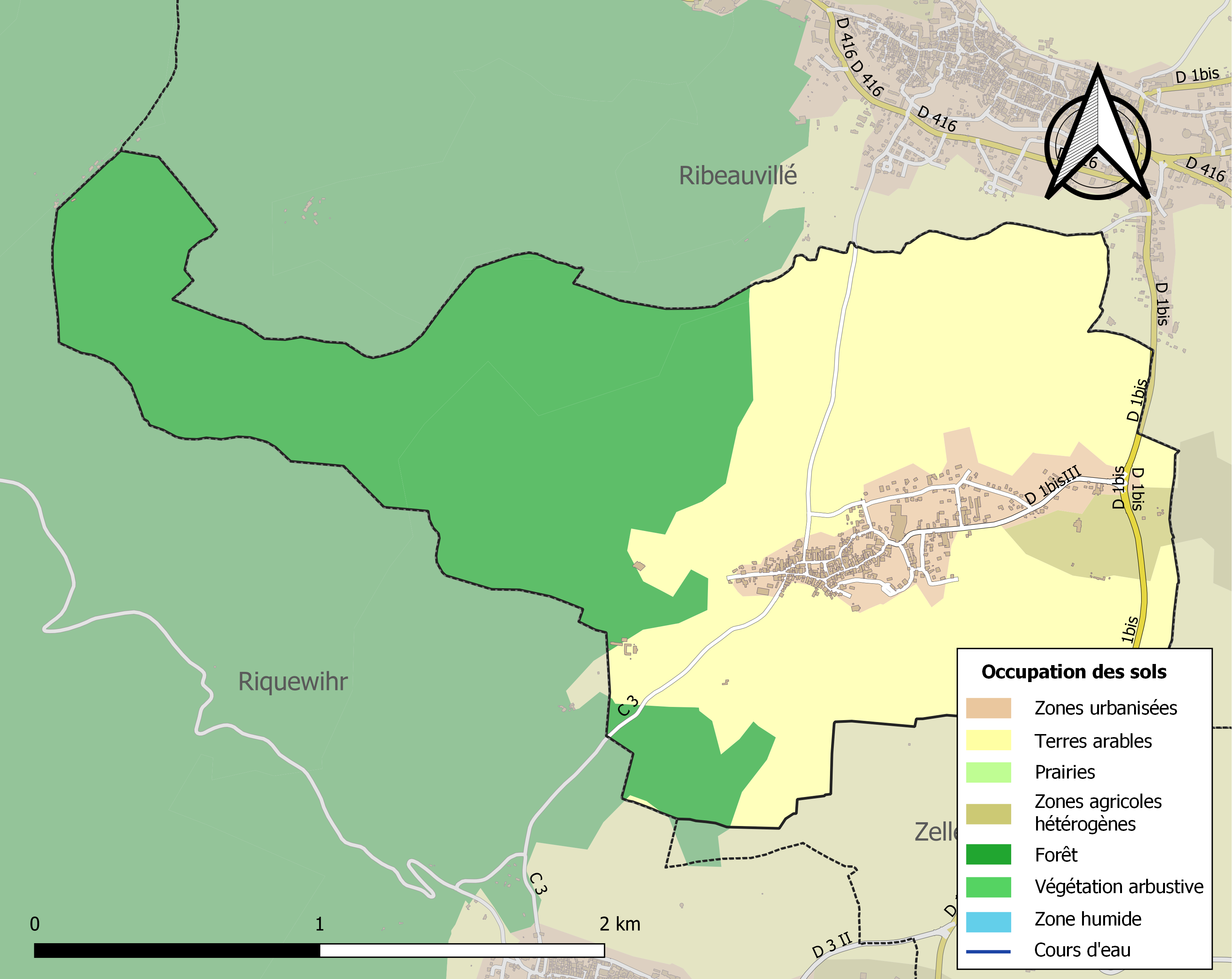
Kaart van de gemeente met de belangrijkste infrastructuur, bodemgebruik en omliggende gemeenten

## Demografie
Onderstaande figuur toont het verloop van het inwonertal (bron: INSEE-tellingen).

## Afbeeldingen

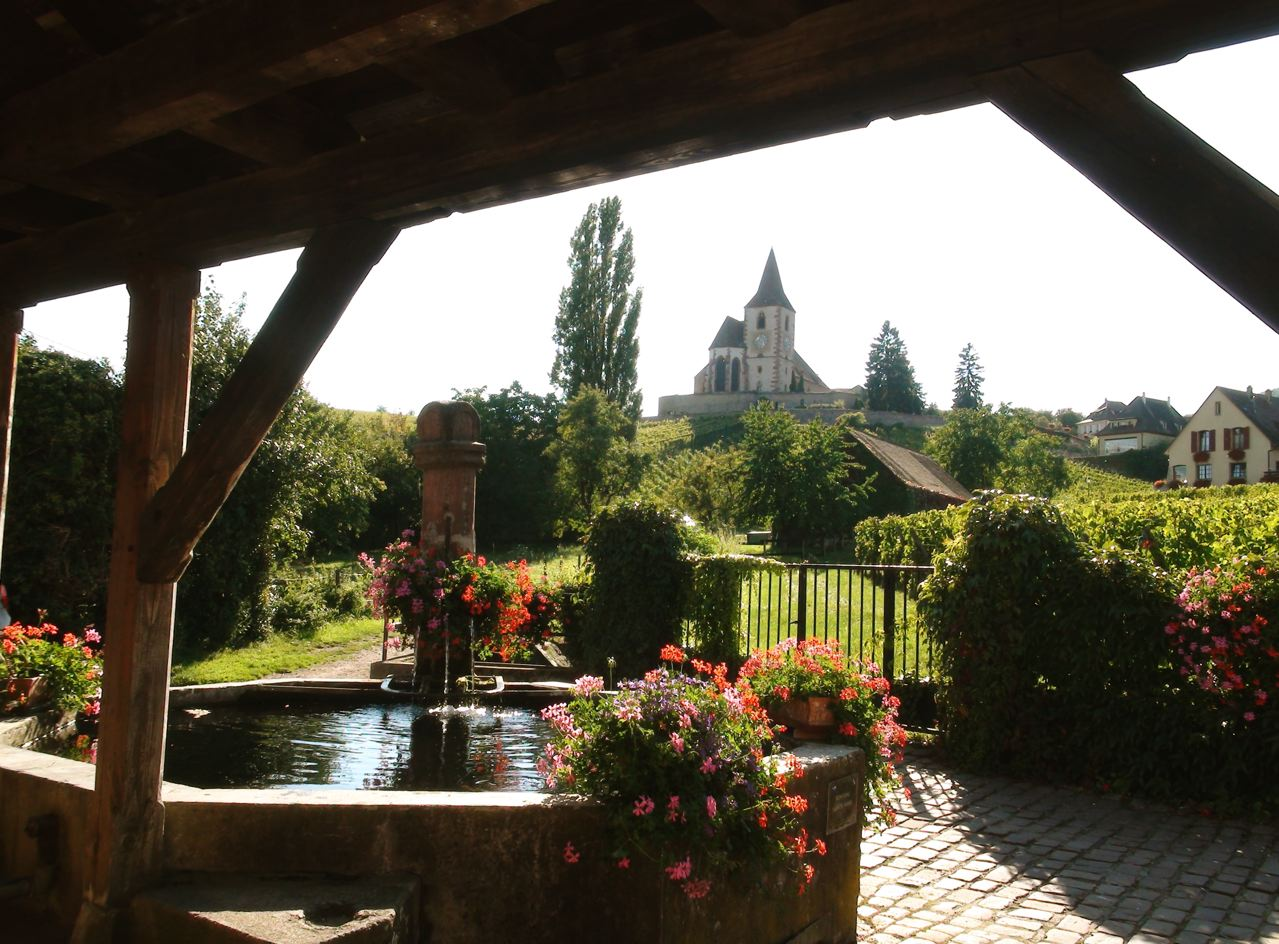
Fontein
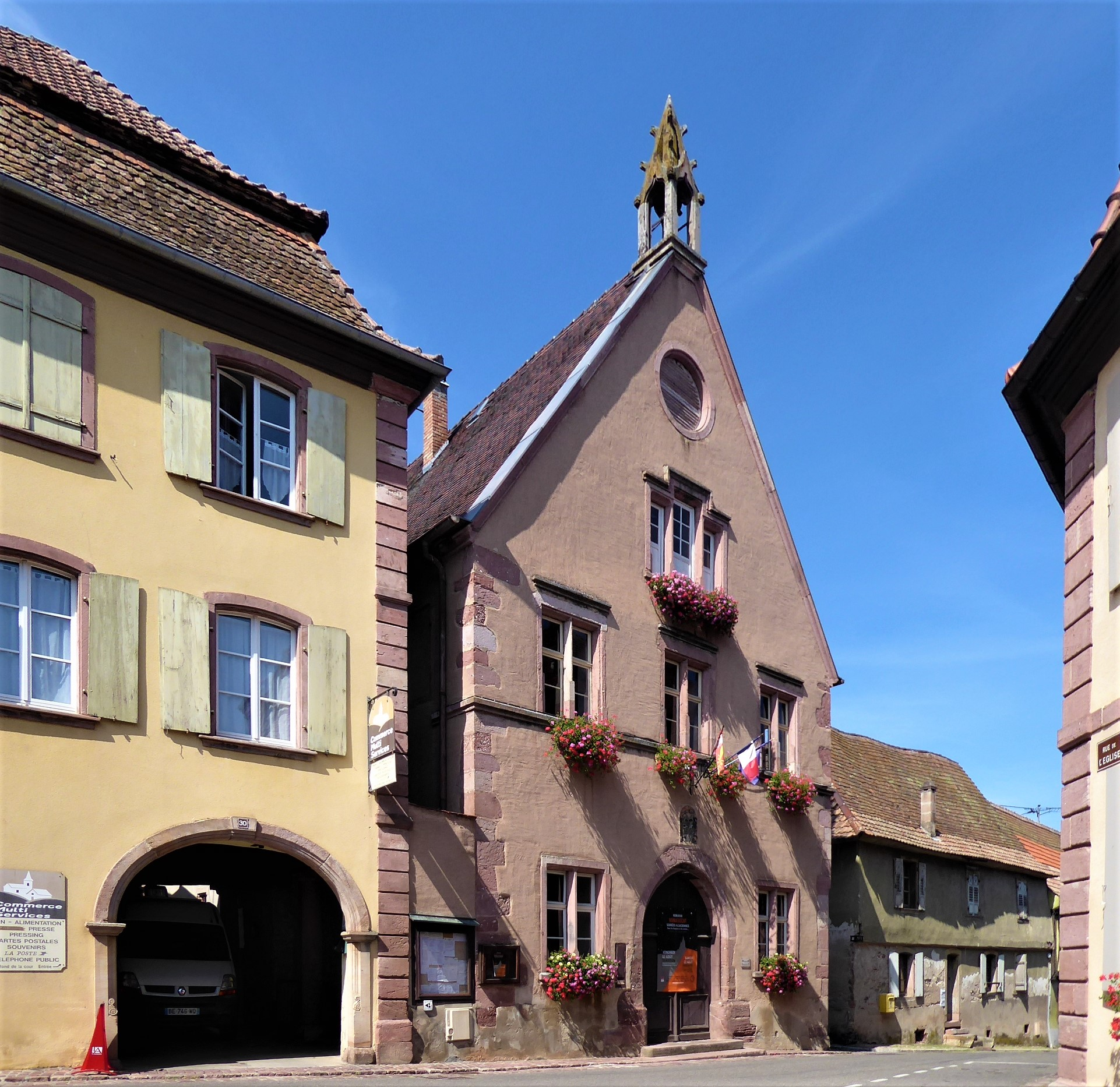
Gemeentehuis